# Bardolino Superiore
Bardolino Superiore è una DOCG riservata a un vino la cui produzione è consentita nella provincia di Verona, nelle colline tra il Lago di Garda e il fiume Adige.

## Zona di produzione
La zona di produzione comprende in tutto o in parte i territori dei comuni di Bardolino, Garda, Lazise, Affi, Costermano sul Garda, Cavaion Veronese, Torri del Benaco, Caprino, Rivoli Veronese, Pastrengo, Bussolengo, Sona, Sommacampagna, Castelnuovo, Peschiera, Valeggio in Provincia di Verona
L'indicazione "classico" può essere utilizzata solamente per uve prodotte nella zona pù prossima al lago, storicamente vocata alla produzione del bardolino, comprendente i comuni di Bardolino, Garda, Lazise, Affi, Costermano e Cavaion Veronese.

## Tecniche di produzione
Tutte le operazioni di vinificazione, invecchiamento e imbottigliamento devono essere effettuate nella provincia di Verona, eccetto che per il vino a menzione "classico", che devono venire attuate all'interno dell'area delimitata, salvo singole autorizzazioni. 

## Storia
Nel 1897 lo scrittore Giuseppe Solitro  inizia a identificare come Bardolino di qualità superiore  le partite migliori dell vino locale, adatte all'invecchiamento; Perez nel 1900 lo conferma.
Nel 1926 viene costituito il primo Consorzio di difesa del vino tipico Bardolino; negli anni Trenta la Stazione Sperimentale di Viticoltura ed Enologia di Conegliano evidenzia che nelle migliori annate il Bardolino può anche subire un breve invecchiamento, definendolo di tipo "superiore"
Con il riconoscimento della denominazione di origine controllata nel 1968 venne consentito l'uso della menzione tradizionale "Superiore" per vini provenienti da vigneti particolarmente vocati.

## Disciplinare
Nel 1968 venne istituita la DOC Bardolino, ma in seguito venne rilevata la necessità di identificare la tipologia di qualità. Pertanto questa venne scorporata in una apposita DOCG.
Il riconosciuto a DOCG del Bardolino Superiore è avvenuto con DM 01.08.2001, pubblicato nella Gazzetta Ufficiale n. 190 del 07.08.2001. 
Successivamente è stato modificato con: 
- comunicato apposito del 30.11.2011
- DM 08.11.2001, pubblicato in G.U. n. 232
- DM 30.11.2011, pubblicato sul sito ufficiale del Mipaaf
- La versione in vigore è stata approvata con D.M. 07.03.2014, pubblicato sul sito ufficiale del Mipaaf[1]

## Tipologie

### Rosso

#### Uvaggio
- Corvina 35 - 80%;
- Corvinone, che può sostituire il Corvina per un massimo del 20%
- Rondinella 10 – 40%
- Molinara massimo 15%
- altri vitigni a bacca rossa massimo 20% del totale, con un limite del 10% per ogni vitigno.

| titolo alcolometrico minimo    | 12,00% vol. |
| acidità totale minima          | 4,5 g/l.    |
| estratto secco minimo          | 22,00 g/l   |
| resa massima di uva per ettaro | 90 q.       |
| resa massima di uva in vino    | 70%         |
| invecchiamento                 | 12 mesi     |

#### Abbinamenti consigliati
Risotto al Tastasal